# Мира (певица)
Вижте пояснителната страница за други личности с името Мира.
Станимира Недялкова Костова, по-известна като Мира, е българска попфолк певица.
През 2008 година Мира се снима за българското издание на списание „Плейбой“ и е момиче на корицата на броя му за месец март.

## Дискография

### Студийни албуми
- Стюардеса (2000)
- Хей, малката (2002)
- Тарикат и тарикатка (дуетен с Милко Калайджиев) (2002)
- Искам (2003)
- Ела (2007)
- Оставете ни на Мира (2009)